# Marc Duret
Marc Duret (ur. 28 września 1957 w Nicei, w regionie Prowansja-Alpy-Lazurowe Wybrzeże, w departamencie Alpy Nadmorskie) – francuski aktor filmowy, teatralny i telewizyjny, scenarzysta.
W latach 1978–1980 studiował w Narodowym Konserwatorium Sztuki Dramatycznej w Paryżu. Debiutował rolą narkomana w dramacie José Giovanniego Czarna szata mordercy (Une robe noire pour un tueur, 1981) obok Annie Girardot i Bruno Cremera. W kultowym melodramacie Luca Bessona Wielki błękit (Le Grand bleu, 1988) z Jeanem-Markiem Barrem, Rosanną Arquette i Jeanem Reno zagrał postać tłumacza Roberto. Kreacja Rico w thrillerze Bessona Nikita (La Femme Nikita, 1990) z Anne Parillaud, Jeanem-Huguesem Anglade, Jeanem Reno, Tchéky Karyo i Jeanne Moreau przyniosła mu nominację do nagrody Cezara dla najbardziej obiecującego aktora. W filmie tragikomicznym Baby Love (Comme les autres, 2008) obok Pascala Elbé i Lamberta Wilsona pojawił się jako Marc.

## Wybrana filmografia

### Filmy kinowe
- 1981: Czarna szata mordercy (Une robe noire pour un tueur) jako młody narkoman
- 1982: Juliusz i Juju (Jules et Juju) jako Stéphane
- 1982: Na skraju przepaści (Cinq jours ce printemps-là) jako francuski uczeń
- 1984: Złodzieje w nocy (Les Voleurs de la nuit) jako młody mężczyzna
- 1988: Wielki błękit (Le Grand bleu) jako Roberto
- 1990: Człowiek w złotej masce (L’Homme au masque d’or) jako Pedro
- 1990: Nikita (La Femme Nikita) jako Rico
- 1992: Tajemnica policji: bezkarny gwałciciel (Police secrets: Le violeur impuni) jako Romain
- 1992: Sprawa kobiet (Le Violeur Impuni) jako inspektor Romain Bocquet
- 1993: Czy to jest miłość Mathilde? (Faut-il aimer Mathilde?) jako Mano
- 1995: Będzie umierać (Va mourire) jako Yoyo
- 1995: Wróg (L’ennemi) jako Durun
- 1995: Głos pająka (La voix de l’araignée)
- 1995: Nienawiść (La haine) jako inspektor Notre Dame
- 1996: Powrót wyciągu (Le Retour de l’ascenseur) jako Tom
- 1996: Król olch (Der Unhold) jako Jeniec
- 1996: Człowiek Cannes (Cannes Man) jako francuski aktor
- 1997: Bohaterki (Héroïnes) jako Luc
- 1997: Doberman (Dobermann) jako inspektor Baumann
- 1998: Mounir i Anita (Mounir et Anita)
- 1998: Mikroklimat (Micro climat) jako Miguel
- 1999: Wielkie usta (Les Grandes bouches) jako Lucien
- 2000: Ahmed Gassiaud jako francuski wojskowy
- 2000: Kod nieznany (Code inconnu: Récit incomplet de divers voyages) jako policjant
- 2001: Kikiełki z piłką (Le Bal des pantins) jako Marcel
- 2001: Moje życie w przestworzach (Ma vie en l’air)
- 2002: Tysiące tysięcznych (Mille millièmes) jako Michel
- 2003: Konkurs okolicznościowy (Concours de circonstance)
- 2003: Druga szansa (Une deuxième chance) jako Louis
- 2003: Pozory i złudzenia (Corps à corps) jako dr Azzeri
- 2003: RIP – Spoczywaj w pokoju (R.I.P. – Repose en paix) jako Meyer
- 2005: Wergiliusz (Virgil) jako dozorca kuchni
- 2006: Żona...prawie! (Mariés... ou presque !) jako Lucas
- 2008: Babilon (Babylone) jako oficer 1
- 2008: Baby Love (Comme les autres) jako Marc
- 2010: Oczy (Les yeux) jako Służący
- 2011: 13-12-11 jako nauczyciel angielskiego
- 2012: Przestań płakać Penelope (Arrête de pleurer Pénélope) jako Nicolas Badaroux
- 2012: Namiot (La Tente) jako ojciec

### Seriale TV
- 1989-90: Latnie światło (Orages d’été) jako Maxime
- 1990: Lyon (Le Lyonnais) jako Marc Lepetit
- 2004: Prawnicy i wspólnicy (Avocats et Associés) jako Marc Cayeux
- 2004: Les Monos jako Lino
- 2004: Les Cordier, juge et flic (Cordier, sędzia i policjant) jako Berthier
- 2005: Kobiety w ustawie (Femmes de loi) jako dr Francoeur
- 2005: Kobieta honoru (Une femme d’honneur) jako Didier Marchand
- 2007: Legenda o trzech przyciskach (La Légende des trois clefs) jako Simon
- 2009: Filantrop (The Philanthropist) jako detektyw Collin
- 2011: Prawdziwa historia rodu Borgiów (Borgia) jako kardynał Briçonet
- 2012: Krew winorośli (Le Sang de la vigne)